# Ueno Chizuko
Ueno Chizuko (上野 千鶴子 Ueno Chizuko?) (上野 千鶴子, 12 de julio de 1948, Kanazawa, Ishikawa) es una socióloga, profesora y feminista japonesa.

## Vida
Ueno fue criada en un ambiente cristiano, algo muy inusual en Japón, ya que sólo el 1% de la población japonesa es cristiana. Su padre "un completo sexista" según lo declarado en una entrevista con El Tiempo de Japón, tenía expectativas bajas de Ueno, y gracias a eso le dio "permiso" de "hacer lo que quisiera", ella decidió  estudiar sociología en la Universidad de Kioto, donde participó en las protestas estudiantiles de 1960 de la Federación Japonesa de Asociaciones Estudiantiles (Zengakuren).

## Carrera
De 1979 a 1989 fue profesora asociada en la Universidad Heian Jogakuin. De 1989 a 1994, profesora en el Departamento de Humanidades en la Universidad de Kyoto Seika.
De 1982 a 1984 fue becaria en Estados Unidos, y de 1996 a 1997 invitada de la Universidad de Columbia. En 1993 reciba una invitación de la Universidad de Tokio.
Fue profesora invitada en la Universidad de Ritsumeikan Universidad y profesora emérita en la Universidad de Tokio.
Es directora de la Red de Acción de las Mujeres (WAN) en Japón.
Su línea de investigación incluye teoría feminista, sociología familiar, y la historia de las mujeres. Ha contribuido mucho a los estudios de género en Japón. Juega una función central para crear el campo de estudios de género en la academia japonesa.
Ueno es una crítica incisiva del revisionismo de la posguerra y critica el blanqueamiento de la historia japonesa, los intentos de justificación de sus colonialismo, las atrocidades en tiempos de guerra y el racismo antes y después de la Segunda Guerra Mundial. En particular, pugnó por la compensación de mujeres coreanas que fueron forzadas a prostituirse por el Imperio Japonés.
Ha influido a postmodernistas como Karatani Kojin, Akira Asada, y Noriko Mizutani.
Ueno Kizuko visitó también El Colegio de México  en 1993, y el resultado de esa visita fue su participación con profesoras del Centro de Estudios de Asia y África, Michiko Tanaka, Yoshie Awaihara, entre otras académicas,  y la publicación de un libro titulado Voces de las mujeres japonesas. La importancia de esta compilación, se dio a propósito de que se trató el tema del feminismo en Japón en lengua española. Una compilación valiosa para el momento y aun ahora pues se logró reunir a un grupo especialista. Cristina Palomar, quien reseña el seminario que se abrió en ese año, dice de Ueno: “…Chizuko Ueno, principal motor de esta antología, dictó una conferencia en la que expuso el contexto, los criterios y la estructura de esta obra sobre el pensamiento feminista en el Japón”.

## Publicaciones
- The Modern Family in Japan: Its Rise and Fall. Victoria, Australia: Trans Pacific Press. 2009. ISBN 978-1876843625. (publicado primero en japonés en 1994)
- The Politics of Memory: Nation, Individual and Self. History & Memory. (trducido del japonés por Jordan Sand)
- Nationalism and Gender. Victoria, Australia: Trans Pacific Press. 2004. ISBN 978-1876843595.
- Pertenece al consejo editorial de la Journal of Women, Politics & Policy.[10]